# Světová jaderná asociace
Světová jaderná asociace (World Nuclear Association, WNA) je mezinárodní nezisková organizace snažící se o propagaci jaderné energie a způsobů jejího využití. Jejími členy jsou pak desítky subjektů zabývající se samotnou těžbou uranu, úpravnými procesy k vytvoření jaderného paliva, výrobci jaderných reaktorů a jiných technických řešení a společnosti zabývající se zpracováním radioaktivního odpadu. Mimoto jsou zde pak přítomny i mnohé vzdělávací, finanční, analytické a právní instituce.  Z institucích příslušící Česku jsou pak členy Česká jaderná asociace a ČEZ, a. s. 

## Sídlo organizace
Sídlo Světové jaderné asociace se nachází v Londýně, na zdejším sekretariátu pracuje cca 30 zaměstnanců, zástupci organizace se však nacházejí i v Indii, Číně, či Austrálii. Současnou ředitelkou je Sama Bilbao y León (od října 2020).

## Role WNA
Klíčovou činností je propagace užití jaderné energie, vydávání různých publikací věnujících se této problematice a utvoření sdíleného prostředí pro subjekty zabývající se jadernou energetikou.

## WNA a UNSDGs
Mezi aktuálně realizované aktivity WNA patří propagace jaderné energie na pozadí cílů udržitelného rozvoje Organizace spojených národů (UN SDGs) – deklarují tak na 17 cílech udržitelného rozvoje dřívější či budoucí způsoby, jak může zapojení jaderné energie přispět k úspěšnému dokončení těchto cílů. Zdůrazňují tak např. snahy jednotlivých národních sektorů o genderovou vyrovnanost na pracovních pozicích spjatých s jadernou energií (SDG 5), úspěšnost jaderné energie v redukci znečištění vzduchu jako alternativního zdroje energie oproti fosilním palivům (SDG 11), nebo důležitost jaderné energetiky pro vytváření nových pracovních pozic (SDG 8).

## World Nuclear University
WNA byla také jedním z iniciátorů založení WNU – World Nuclear University. Dalšími zakladateli jsou pak WANO (World Association of Nuclear Operators), IAEA (International Atomic Energy Agency) a NEA (Nuclear Energy Agency). Byla založena roku 2003. 